# 岐阜県立恵那高等学校蛭川分校
岐阜県立恵那高等学校蛭川分校（ぎふけんりつえなこうとうがっこう　ひるかわぶんこう）は、かつて岐阜県恵那郡蛭川村（現・中津川市蛭川）にあった公立の高等学校の分校。

## 概要
恵那高等学校の昼間定時制の分校であった。岐阜県立の高等学校の分校であったが、設置者は蛭川村であった。全卒業生数は368名。
廃校後、校舎は1973年（昭和48年）3月にに蛭川村教育会館となった後、改修され1974年（昭和49年）から蛭川村役場として使用され、2001年（平成13年）に隣接地に新庁舎竣工後も旧庁舎として使用された。2023年（令和5年）現在、蛭川総合事務所旧庁舎として、中津川北商工会蛭川支所、蛭川振興会事務所などに使用されている。2023年（令和5年）5月15日に落雷により建物の一部が焼失する被害が発生。暫定処置として焼失個所のみ解体となったが、老朽化もあり、将来は全て取り壊す予定である。

## 沿革
- 1949年（昭和24年）
  - 4月 - 恵那郡蛭川村に岐阜県立恵那高等学校蛭川分校の設置が認可される。
  - 5月 - 開校。夜間定時制で普通科を設置。校舎は蛭川小学校の校舎の一部を使用する。後蛭川村公民館を教室とする。
- 1951年（昭和26年）4月 - 夜間定時制普通科を設置。
- 1955年（昭和30年）4月 - 独立校舎が完成。
- 1959年（昭和34年）
  - 1月 - 生徒数増加のため、1955年（昭和30年）新築の校舎を解体して敷地を拡張し、新たな校舎を建設することとなる。
  - 3月7日 - 理科教室（新校舎一期工事・木造平屋建）が完成。
  - 4月 - 夜間定時制普通科を廃止。
  - 10月8日 - 新校舎（普通教室二期工事・木造2階建）が完成。
- 1968年（昭和43年）3月 - 募集を停止する。
- 1971年（昭和46年）
  - 3月5日 - 閉校式を行う。
  - 3月31日 - 廃校。廃校時の生徒数は32名。